# Dyscinetus imitator
Dyscinetus imitator är en skalbaggsart som beskrevs av Brett C.Ratcliffe 1986. Dyscinetus imitator ingår i släktet Dyscinetus och familjen Dynastidae. Inga underarter finns listade i Catalogue of Life.